# Dracula, mort et heureux de l'être
Pour plus de détails, voir Fiche technique et Distribution.
Dracula, mort et heureux de l'être (Dracula: Dead and Loving It) est un film franco-américain réalisé par Mel Brooks, sorti en 1995.

## Fiche technique
- Titre original : Dracula: Dead and Loving It
- Titre français : Dracula, mort et heureux de l'être
- Réalisation : Mel Brooks
- Scénario : Mel Brooks, Rudy De Luca, Steve Haberman. D'après une histoire de : Rudy De Luca et Steve Haberman
- Musique : Hummie Mann
- Photographie : Michael D. O'Shea
- Montage : Adam Weiss
- Décors : Roy Forge Smith
- Costumes : Dodie Shepard
- Production : Mel Brooks
- Sociétés de production : Gaumont & Brooksfilms, en association avec Castle Rock Entertainment
- Société de distribution : Columbia Pictures, Gaumont Buena Vista International
- Lieux de tournage : Culver Studios - 9336 W. Washington Blvd., Culver City, California, États-Unis
- Pays :  États-Unis,  France
- Langue : anglais
- Format : couleurs - Dolby - SDDS - Dolby SR - 35 mm - 1.85:1
- Genre : comédie horrifique, parodie
- Durée : 88 min
- Dates de sortie :  
  -  États-Unis : 22 décembre 1995
  -  France : 10 avril 1996

## Distribution
- Leslie Nielsen (VF : Jean-Claude Michel ; VQ : Ronald France) : Comte Dracula
- Peter MacNicol (VF : Pierre Laurent ; VQ : Alain Zouvi) : Thomas Renfield
- Steven Weber (VF : Renaud Marx ; VQ : Daniel Picard) : Jonathan Harker
- Amy Yasbeck (VF : Marie Vincent ; VQ : Hélène Mondoux) : Mina Murray
- Lysette Anthony (VF : Nathalie Roussel ; VQ : Geneviève De Rocray) : Lucy Westenra
- Harvey Korman (VF : Henri Poirier) : Dr Jack Seward
- Mel Brooks (VF : Jean Lescot) : Dr Abraham Van Helsing
- Megan Cavanagh (VQ : Natalie Hamel-Roy) : Essie
- Clive Revill (VF : Jo Doumerg) : Sykes
- Anne Bancroft (VF : Frédérique Cantrel) : Mme Ouspenskaya
- David DeLuise : un stagiaire
- Mike Connors : un stagiaire
- Mark Blankfield (VF : Bernard Métraux ; VQ : Jean-Marie Moncelet) : Martin
- Gregg Binkley (VQ : Joël Legendre) : Woodbridge
- Chuck McCann (VF : Jo Doumerg) : l'aubergiste
- Matthew Porretta (VF : Alexandre Gillet) : le lieutenant au bal
- Leslie S. Sachs (VF : Céline Monsarrat) : l'ouvreuse
- Avery Schreiber : un paysan sur le canapé
- Ezio Greggio : le cocher
- Jennifer Crystal Foley : une infirmière
- Karen Roe : la vampire blonde
- Darla Haun : la vampire brune
- Charlie Callas : l'homme en camisole de force

## Autour du film
- Profitant manifestement du succès de l'adaptation par Francis Ford Coppola en 1992 du roman Dracula de Bram Stoker, Mel Brooks réalise un pastiche comique se référant bizarrement davantage au film Dracula de 1931 (un classique). Certains dialogues originaux de cette adaptation sont même ici repris, le plus souvent à des fins comiques. Le jeu de Leslie Nielsen évoque d'ailleurs moins celui de Gary Oldman ou Christopher Lee que celui de Bela Lugosi qu'il tourne régulièrement en dérision.
- C'est le dernier film que Mel Brooks réalisa.